# Magrè sulla Strada del Vino

Territorio de la comuna.

Magrè sulla Strada del Vino (en el idioma alemán Margreid an der Weinstraße) es una comuna de 1.277 habitantes de la Provincia Autónoma de Bolzano. Pertenece a la unidad administrativa o comprensorio de Oltradige-Bassa Atesina y a partir de 1946, según el Acuerdo De Gasperi-Gruber, dejó de pertenecer a la Provincia Autónoma de Trento y pasó a formar parte de la Provincia Autónoma de Bolzano. Dentro de su territorio se encuentra el Lago de Favogna.
Su población es predominantemente de habla alemana:
- Idioma italiano = 15,96%
- Idioma alemán = 83,49%
- Idioma ladino = 0,56%

El nombre original del pueblo fue documentado como Margretum en 1180 y hasta 1971 se llamó all'Adige Margreid / Margreid.

## Personalidades de Magrè
- Giuseppe Gozzer, militar y político.

## Administración
- Alcalde: Theresia Degasperi Gozzi
- Fecha de asunción: 9 de mayo de 2005
- Partido: Partido Popular Sudtirolés
- Teléfono de la comuna: 0471 817251
- Email: magre@gvcc.net

## Evolución demográfica
| Gráfica de evolución demográfica de Magrè sulla Strada del Vino entre 1861 y 2001 |
|                                                                                   |
| Fuente ISTAT - Gráfica elaborada por Wikipedia                                    |